# Artur Rejter
Artur Wiktor Rejter (ur. 1970) – polski filolog, profesor nauk humanistycznych, nauczyciel akademicki Uniwersytetu Śląskiego, specjalności naukowe: historia języka, językoznawstwo polonistyczne, lingwistyka tekstu, semantyka, stylistyka, językoznawstwo, lingwistyka płci, onomastyka.

## Życiorys
W 1994 ukończył na Uniwersytecie Śląskim studia na kierunku filologia polska. W 1998 na podstawie rozprawy pt. Ewolucja gatunku reportażu podróżniczego w perspektywie stylistycznej i pragmatycznej uzyskał na Wydziale Filologicznym Uniwersytetu Śląskiego stopień naukowy doktora nauk humanistycznych w dyscyplinie językoznawstwo specjalność: językoznawstwo. Tam też na podstawie dorobku naukowego oraz monografii pt. Leksyka ekspresywna w historii języka polskiego. Kulturowo-komunikacyjne konteksty potoczności otrzymał w 2007 stopień doktora habilitowanego nauk humanistycznych dyscyplina: językoznawstwo specjalność: językoznawstwo. W 2017 nadano mu tytuł profesora nauk humanistycznych.
Został profesorem nadzwyczajnym w Instytucie Języka Polskiego im. Ireny Bajerowej Uniwersytetu Śląskiego w Katowicach. Był wykładowcą Wyższej Szkoły Humanistycznej w Katowicach.
W 2019 został członkiem Rady Doskonałości Naukowej I kadencji.